# 김영하 (희극인)
김영하(1944년 ~ )은 대한민국의 희극 배우다.

## 방송
- 《웃으면 복이와요》 (1969년 ~ 1985년)
- 《일요일 밤의 대행진》 (1981년 ~ 1988년)
- 《청춘행진곡》 (1988년 ~ 1992년) - 청춘 교실
- 《청춘만만세》 (1984년 ~ 1988년)

## CF
- 1986년 동국제약 마데카솔
- 1987년 동서식품 포스트
- 1987년 애경유지 애경 트리오 (Feat. 남성남)
- 1989년 롯데제과 ABC 초콜렛 (MBC 코미디언 식구들과 함께 출연)
- 1990년 롯데제과 롯데 해바라기 초코볼 (MBC 코미디언 식구들과 함께 출연)